# 埃尔热
喬治·波斯貝·勒米（法語：Georges Prosper Remi，1907年5月22日—1983年3月3日），比利时著名漫画家，筆名艾爾吉（法語：Hergé，法語發音：[ɛʁʒe] ⓘ）。其代表作漫画《丁丁历险记》享誉全球，至今在欧洲仍然不断重版，在中国也是二十世紀八十年代少数几部能够在商店中找到的外国连环画之一。

## 生平
生於比利时埃特贝克的一个中层家庭。從小就熱愛於畫畫，以及閱讀《鲁滨逊漂流记》、《金银岛》等文學作品。
15岁时，他最初在學校的童军杂志上贡献插图，因而开始了自己的绘画生涯。1924年开始使用笔名埃尔热（法語：Hergé），也作艾尔吉。「艾爾吉」的发音和他本名开头字母的法语发音相同。
第一部漫画系列《冒失鬼巡逻队长托托》（The Adventures of Totor），发布于1926年的Le Boy-Scout Belge杂志。在保守的天主教杂志任职时，编辑Norbert Wallez的建议促使他1929年创作出丁丁这个漫画人物。小记者丁丁和他的宠物小狗白雪开始出现在了早期的漫画《丁丁在苏联》《丁丁在刚果》《丁丁在美洲》之中，他们的初衷是面向孩子们的保守宣传画。
在受到好友张充仁的影响下，埃尔热更加强调对故事背景的真实性考察，促使他创作了《蓝莲花》这部以侵华战争时期中国上海为背景的漫画。為感謝好友张充仁，埃尔热在《蓝莲花》中加入了丁丁的朋友、中國男孩「張」這個角色。當《蓝莲花》面世之後，轟動了國際。1937年，因為宋美齡讀到埃尔热創作的《藍蓮花》，希望邀請他到中國訪問，但因當時歐洲的戰爭即將爆發而未能成行。
1940年，纳粹德国占领比利时，之前合作的杂志社《小小二十世紀日報》被迫关闭，埃尔热转向了另一家广受欢迎但是处于纳粹德国监管下的杂志社《晚報》。这也为他日后的漫画事业带来一些争议。1944年比利时解放，杂志社被强行关闭，埃尔热以及杂志社的同事被合谋者罪名遭到起诉。随后的官方调查并没有起诉埃尔热，但是他仍受到叛徒和合谋者的指责。他和Raymond Leblanc在1946年一起成立了《丁丁》杂志，专项连载关于丁丁的漫画系列故事。作为该杂志的艺术总监，他还负责其他成功的漫画系列，比如出版Edgar P. Jacobs的Blake and Mortimer。 1950年，他建立了埃尔热工作室，聘请了一个团队来帮助他在他正在进行的项目，其中突出的工作人员包括Jacques Martin和Bob de Moor，都极大地促进了《丁丁历险记》的后续卷。在个人的第一次婚姻崩溃后，他制作《丁丁在西藏》，这一部他自己最喜爱的个人作品，也借此怀念自己老朋友张充仁。在以后的岁月里，他变得不那么多产，而且在试图使自己成为一个抽象艺术家的道路上显得不那么成功。
1973年，台灣駐比利時新聞單位的蔡茂葵建議艾爾吉訪問台灣。艾爾吉夫婦於1973年4月由比利時搭機訪台，宿於圓山大飯店，參與拜會和參訪活動。台灣至1978年由台北現代關係出版社和比利時的卡斯特曼（Casterman）出版社簽約翻譯中文版，由汪公紀、朱正華譯有12冊。
埃尔热十分思念他的中国老朋友张充仁，在失去联系的时期内一直在打听张的下落。1979年在布鲁塞尔的一家中餐馆职员那打听到他是张的教子，他重新建立起和老朋友的联系。在记者Gérard Valet的帮助下，张充仁1981年3月重返布鲁塞尔，两人见面的消息被比利时广泛报道。两年后，埃尔热在比利时去世，被葬在布鲁塞尔附近，在他的遗嘱里，将Fanny作为唯一的继承人。1986年11月，Fanny关闭了埃尔热工作室，改为了埃尔热基金会。1988年，丁丁漫画系列停止更新。

## 影響及紀念

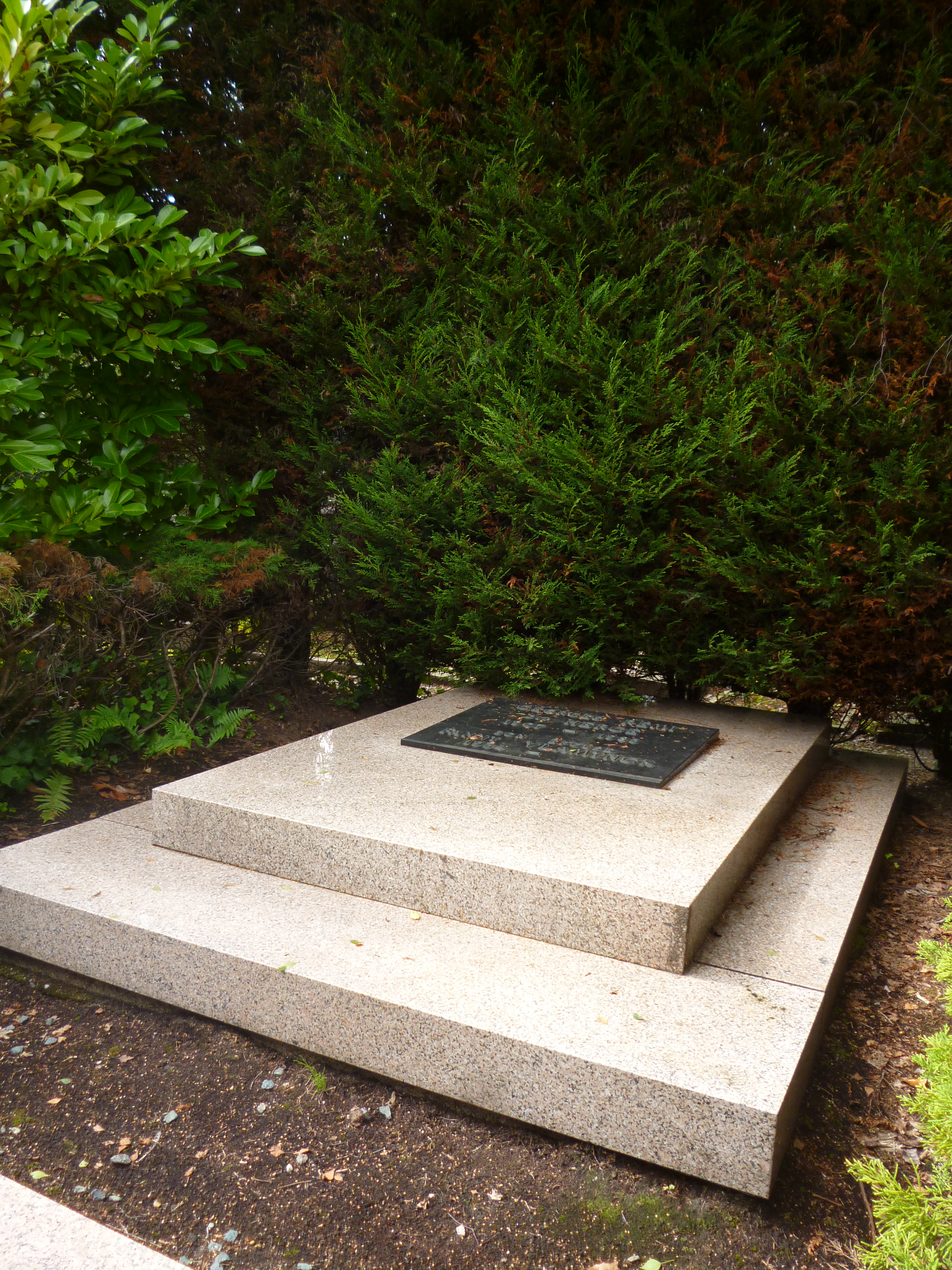
埃尔热在布鲁塞尔附近的墓地。

埃尔热的作品因为细致的制图和精心研究色块的清晰度获得广泛赞誉。他的作品已经成为后世作家绘画材料广泛改编的来源，涉及戏剧、广播、电视、电影和电脑游戏等诸多方面。他在漫画领域里仍享有强大的影响力，尤其是在欧洲。

### 博物館
2009年，一家埃尔热博物馆在比利时广泛庆祝下於新鲁汶成立，位于布鲁塞尔西南30公里。

## 作品

### 其他作品
還有例如Quick & Flupke、Popol Out West和The Adventures of Jo, Zette and Jocko等等。